# 诺文塔帕多瓦纳
诺文塔帕多瓦纳（義大利語：Noventa Padovana），是意大利威尼托大区帕多瓦省的一个市镇。总面积7.17平方公里，人口10814人，人口密度1508.2人/平方公里（2009年）。国家统计（ISTAT）代码为028058。